# 高英
高英（5世纪—518年），北魏宣武帝元恪的第二任皇后，其父高偃是高照容的次兄。母亲是武邑郡君王氏。

## 生平
高英初為貴嬪，生下兒子，早夭，有說可能是高英畏于子貴母死的祖規而親自下手的。507年她和叔叔高肇聯手毒殺顺皇后于氏。七月高英立為皇后。高英非常嫉妒，不少妃嫔直到元恪崩逝都没能承幸过一次，因此之后元恪仅有一个儿子元诩出世养成。
高英又生下女兒建德公主。胡充華（后来的灵太后）生太子，元恪不忍殺她，高英則多次欲害死她未果。
515年正月宣武帝驾崩，高英又欲杀胡充华即当时的胡贵嫔，但中给事刘腾、中庶子侯刚、领军将军于忠、侍中、中书监、太子少傅崔光保护了胡贵嫔。孝明帝元诩即位，二月高英尊为皇太后，当月高肇即被杀，胡贵嫔被尊为皇太妃。三月，高英被迫出俗为尼，徙居金墉瑶光寺，非大节庆不得入宫。八月，胡太妃被尊为皇太后，并留下高英的六歲女兒建德公主，親自撫養。518年九月高英去探望母亲武邑郡君。当时發生月食，傳為國母將崩，胡太后打算以高英擋災，遂在當夜秘密在高英母親的宅第杀害高英，尸体送还瑶光寺。十月高英被以尼姑身份葬于邙山，谥顺皇后，百官送葬。高英生时早以凶悍狠毒出名，但胡太后当国之后比她尚有过之而无不及，因此高英之死反而得到了时人的同情。
古代史料提到高英时多称为宣武高皇后、崇宪高太后。近年其墓志出土，得知其名。
高英之姊為崔模之繼室。

## 延伸阅读
[在维基数据编辑]
 《魏書/卷13》，出自魏收《魏书》
 《北史/卷013》，出自李延壽《北史》